# Guillem de Vilanova
Guillem de Vilanova fill de Ramón fou canonge de València i de Barcelona. Elevat el 1304 a la mitra de Mallorca, donà possessió de la corona d'aquell regne, a la mort de Jaume II de Mallorca, a l'infant Alfons III i Pere IV d'Aragó, el 1306 fou enviat com ambaixador a Roma per a prestar homenatge al pontífex Climent V pels regnes de Còrsega i Sardenya. El 1316, sent el comanador major de Montalbán, de l'Orde de Santiago, Jaume II li confià la delicada missió d'assolir del papa Joan XXII la creació de l'Orde de Montesa i demanar l'absolució de la censura dictada contra els reis d'Aragó i de Castella per retenir els béns de l'extingit orde dels templaris, aconseguint la creació d'aquest orde militar i que aquests béns fossin aplicats a l'Orde de Montesa.
El 1318 fou comissionat per Jaume II per anar a Marsella a rebre Maria de Xipre, filla del rei de Xipre (Hug III de Lusignan), i acompanyar-la a Barcelona per a casar-se amb aquest monarca, llavors vidu de Blanca de Nàpols. El 1331 li fou confiat el comandament del poderós exèrcit que prengué Múrcia contra el rei de Granada, Abu-l-Hàssan Alí. Jaume II el nomenà el seu marmessor en el seu testament; morí el 1348.